# Кі-Вест (авіабаза)
Авіаба́за Кі-Вест (англ. Naval Air Station Key West, (IATA: NQX, ICAO: KNQX, FAA ідент. місц.: NQX) — діюча військово-повітряна база Військово-морських сил США та військовий аеропорт, розташовані на Бока-Чіка-Кі, у 6 км на схід від центрального ділового району Кі-Веста, штат Флорида.
Авіабаза флоту Кі-Вест — це бойовий тренувальний центр винищувачів усіх видів військ тактиці боїв у повітрі для зі сприятливими умовами навчальних польотів цілий рік і близькими полігонами. Станція та пов'язані з нею морські полігони бойового маневру оснащені системою бойової підготовки P5/системою тактичної бойової підготовки (P5CTS/TCTS)[4], яка відстежує та записує повітряні маневри.
У ширшому масштабі військова база виконує функції в інтересах національної безпеки, підтримує оперативні вимоги та параметри готовності для Міністерства оборони, Міністерства національної безпеки (зокрема, Берегова охорона США), підрозділів повітряних сил Національної гвардії та армії Національної гвардії, інших федеральних агенцій та союзних військових сил.
На авіабазі дислокується кілька команд-орендаторів, школа підводних операцій сил спеціальних операцій армії США та штаб, Об'єднана міжвідомча оперативна група «Південь» (JIATF South).

## Галерея

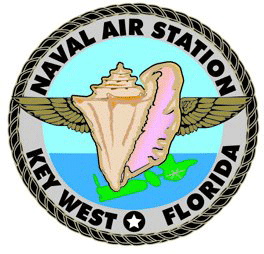
Емблема авіабази флоту Кі-Вест
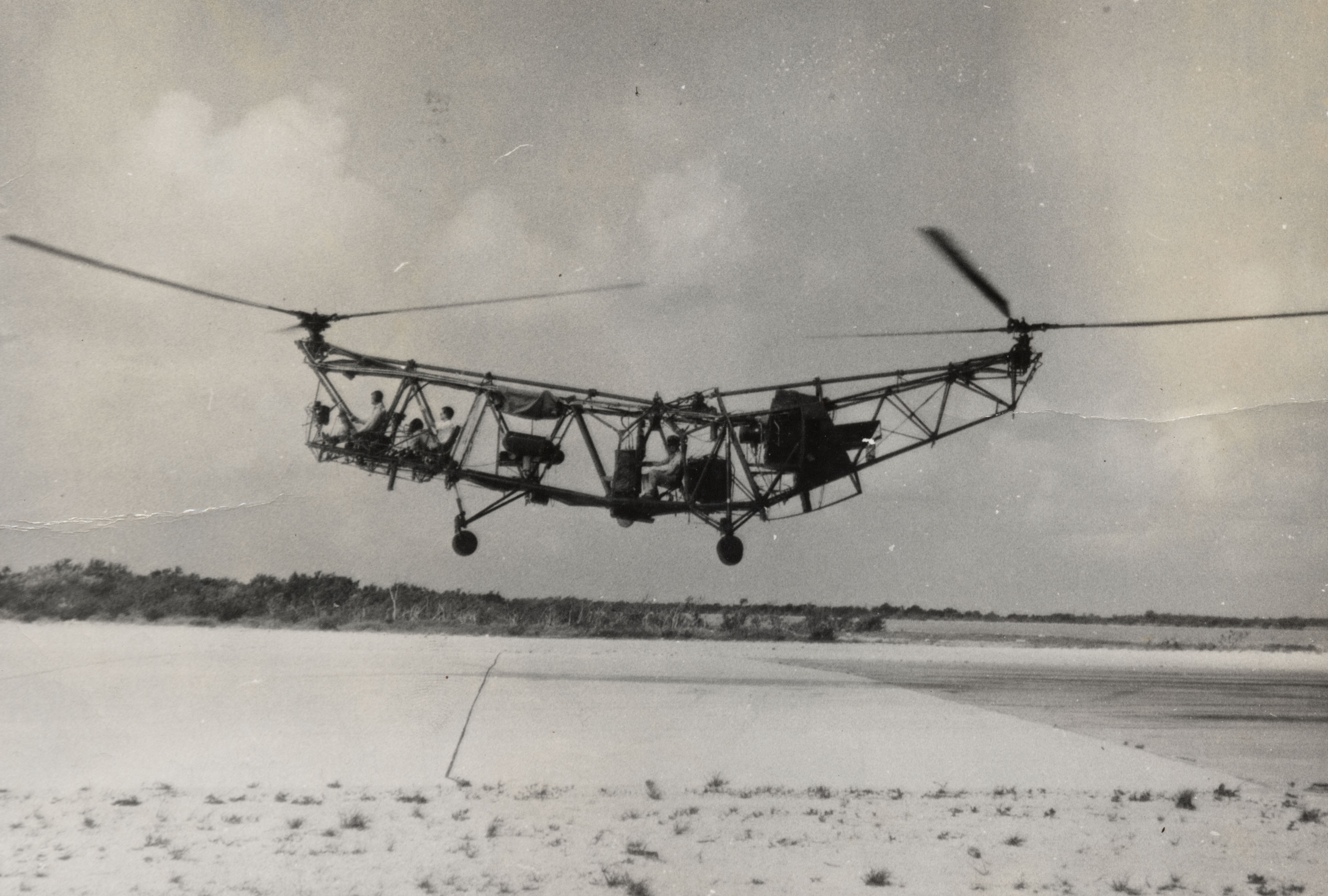
Тренувальний політ вертольоту HRP-1 «Flying Banana»
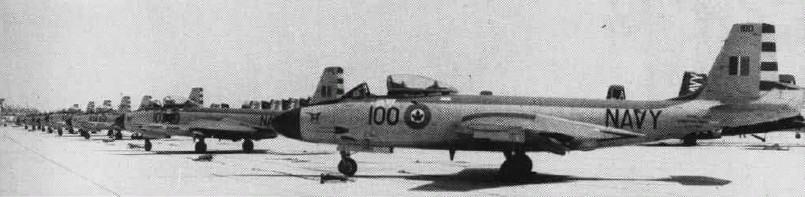
Канадські винищувачі F2H «Баньші». 1957
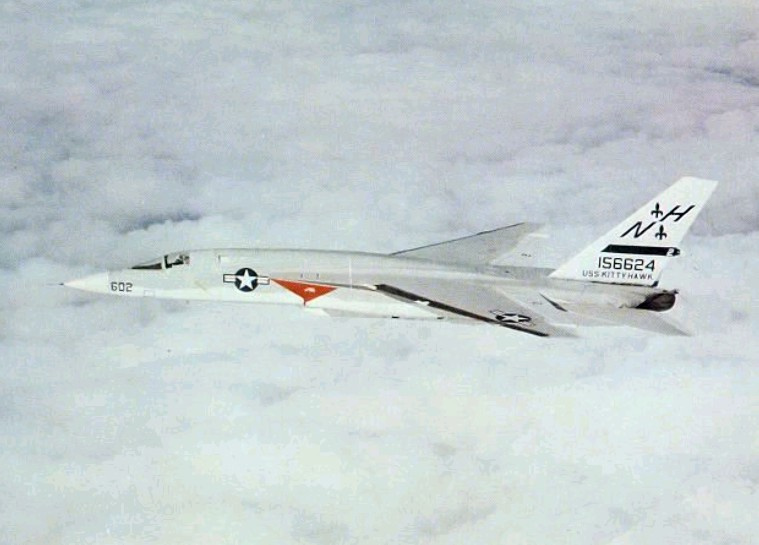
Палубний бомбардувальник A-5 «Віджілент» здійснює політ з авіабази. 1970
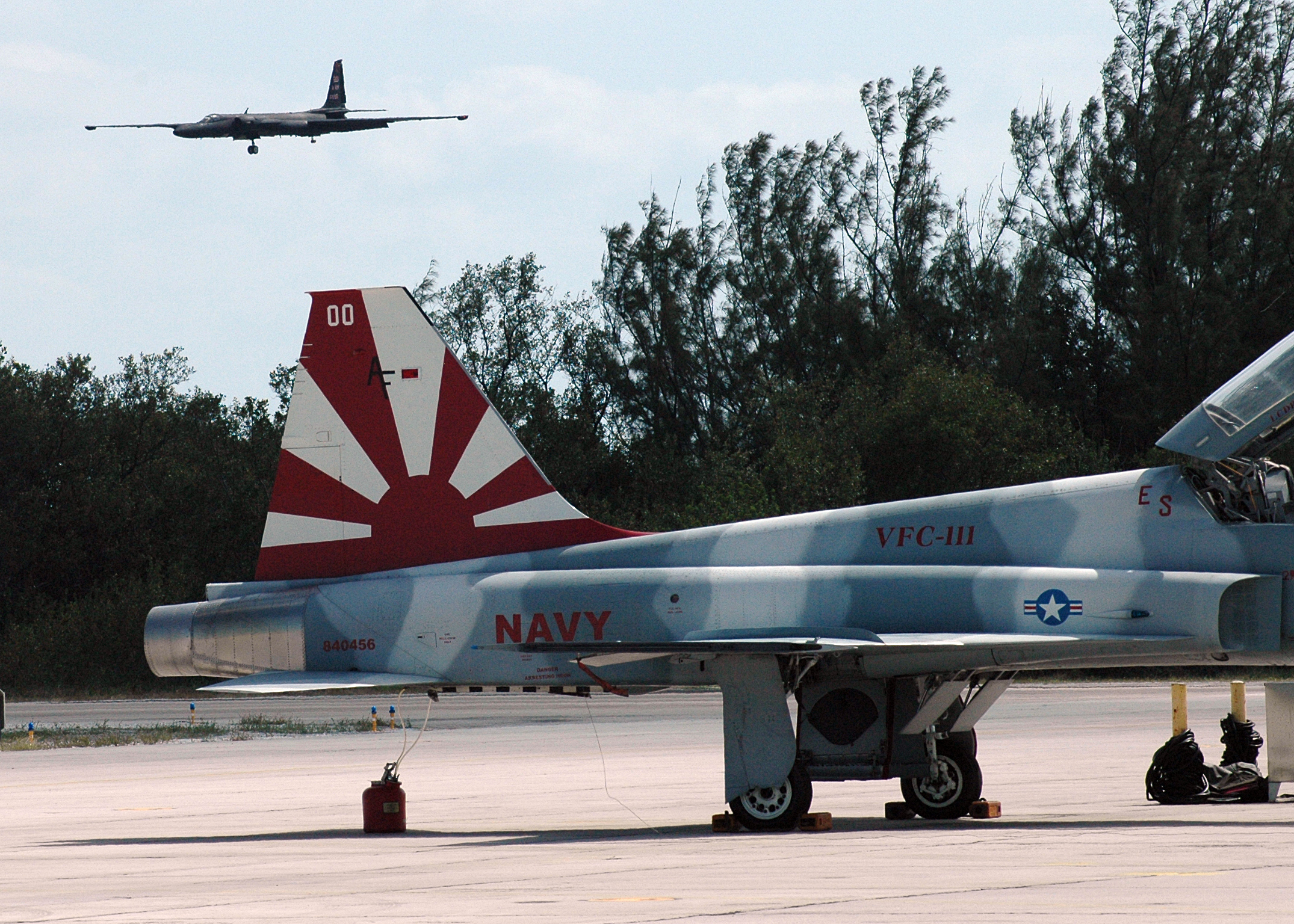
Приземлення стратегічного розвідувального літака U-2S на авіабазу Кі-Вест на фоні винищувача F-5N «Тайгер» II. 1 травня 2008
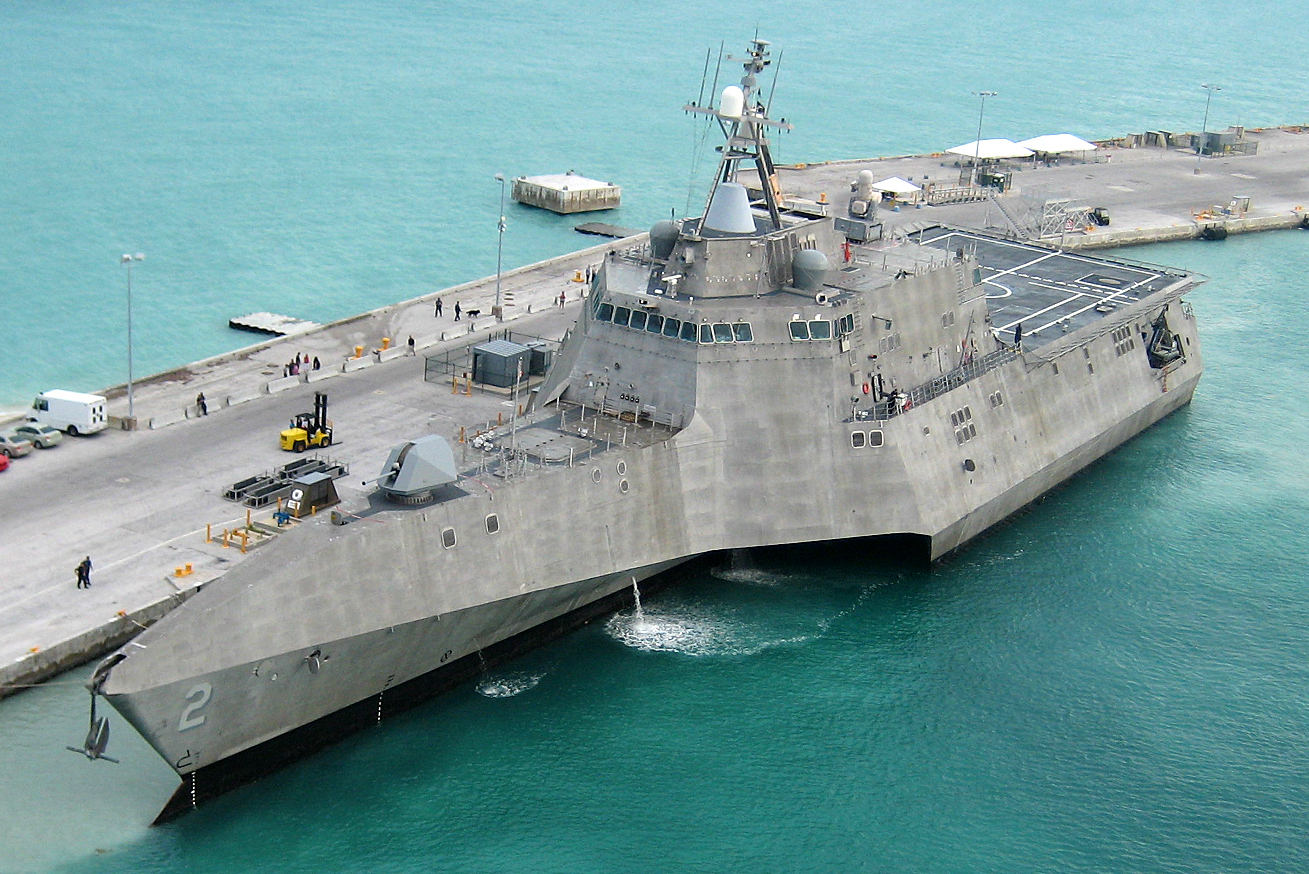
Корабель класу «бойовий корабель прибережної зони» «Індепенденс» біля пірсу бази. 29 березня 2010
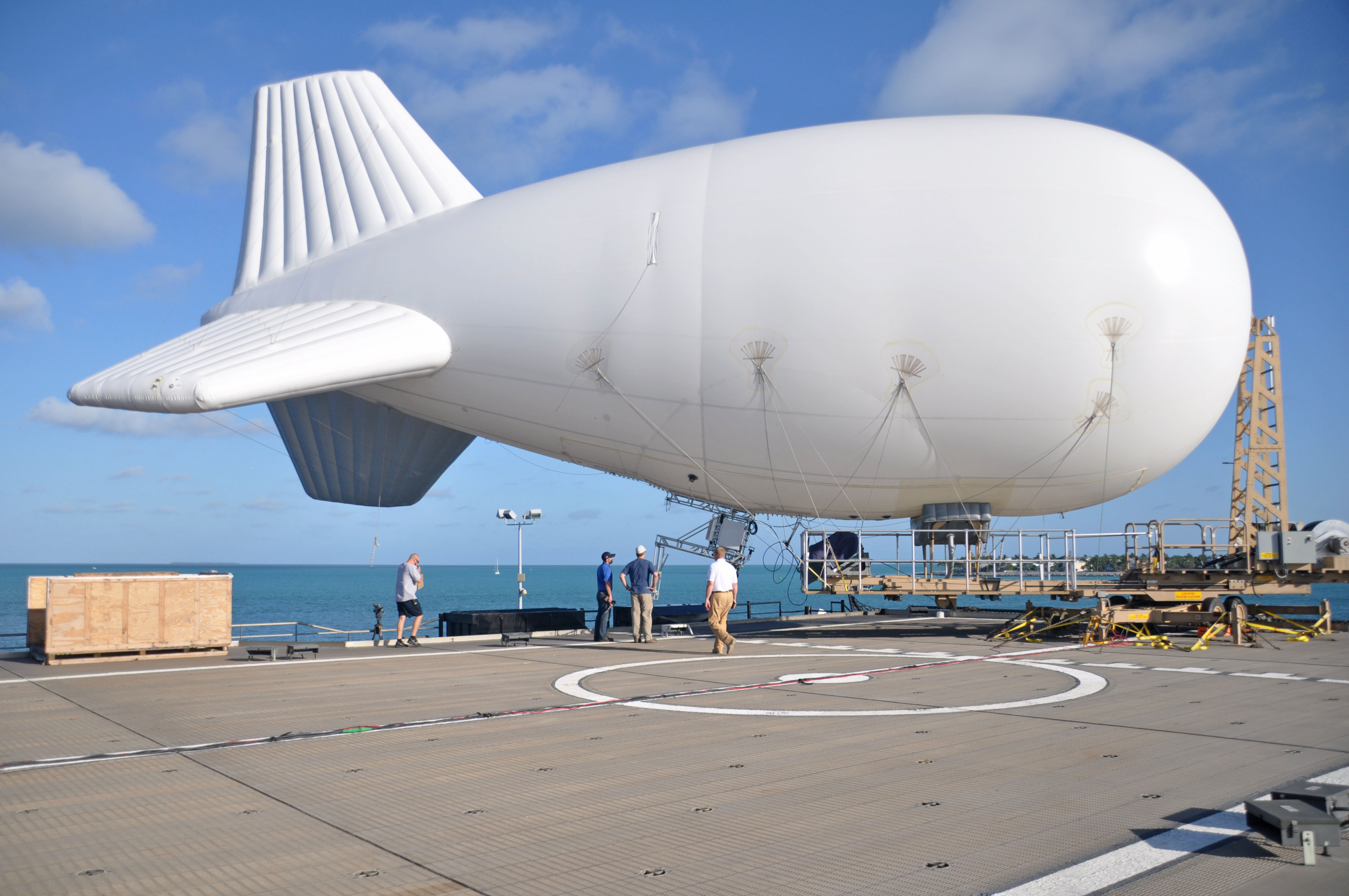
Прив'язана система аеростатів TIF-25K на високошвидкісному судні «Свіфт» на морській авіаційній базі Кі-Вест. 23 квітня 2013
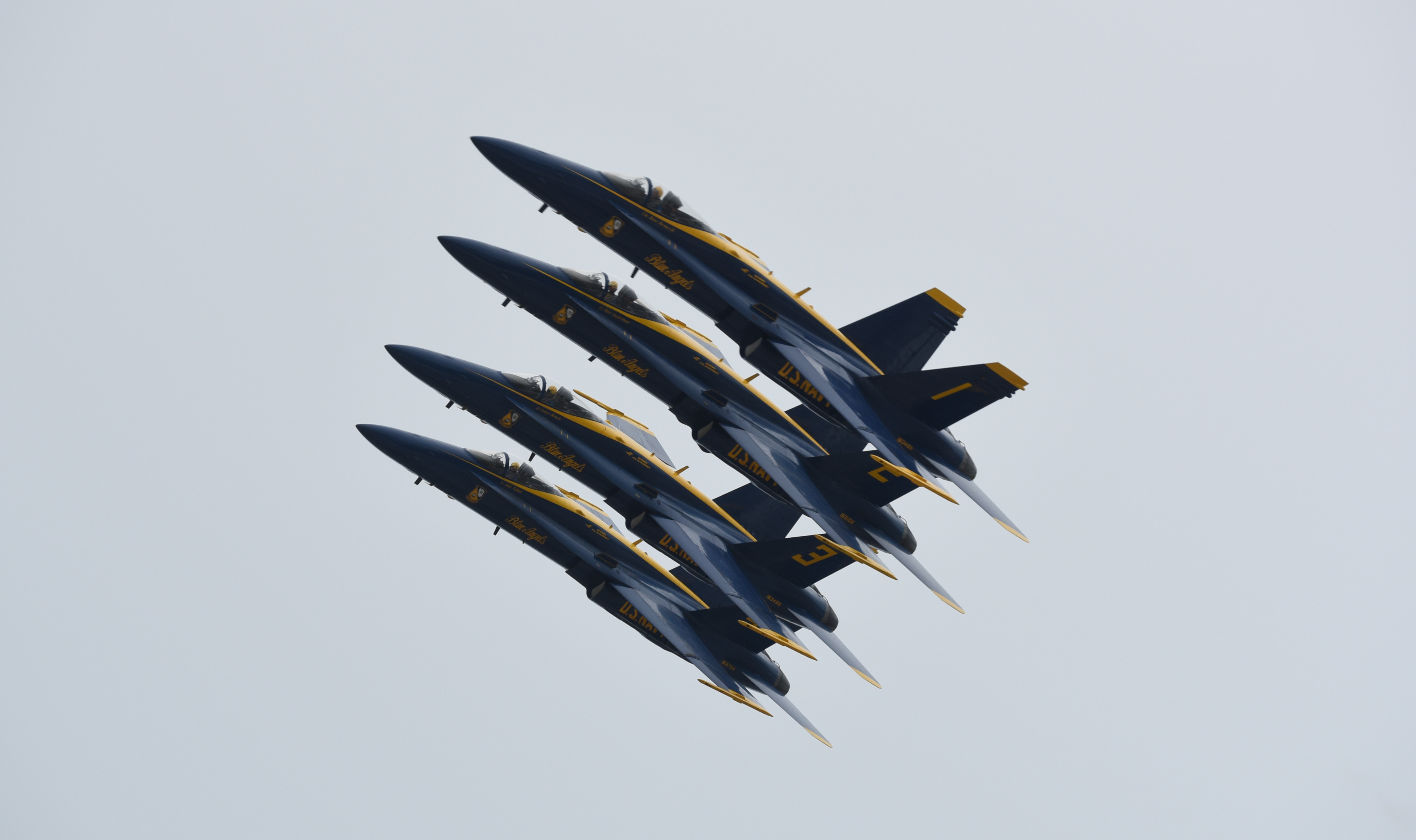
Політ над авіабазою демонстраційної пілотажної групи «Блакитні Янголи». 3 січня 2014
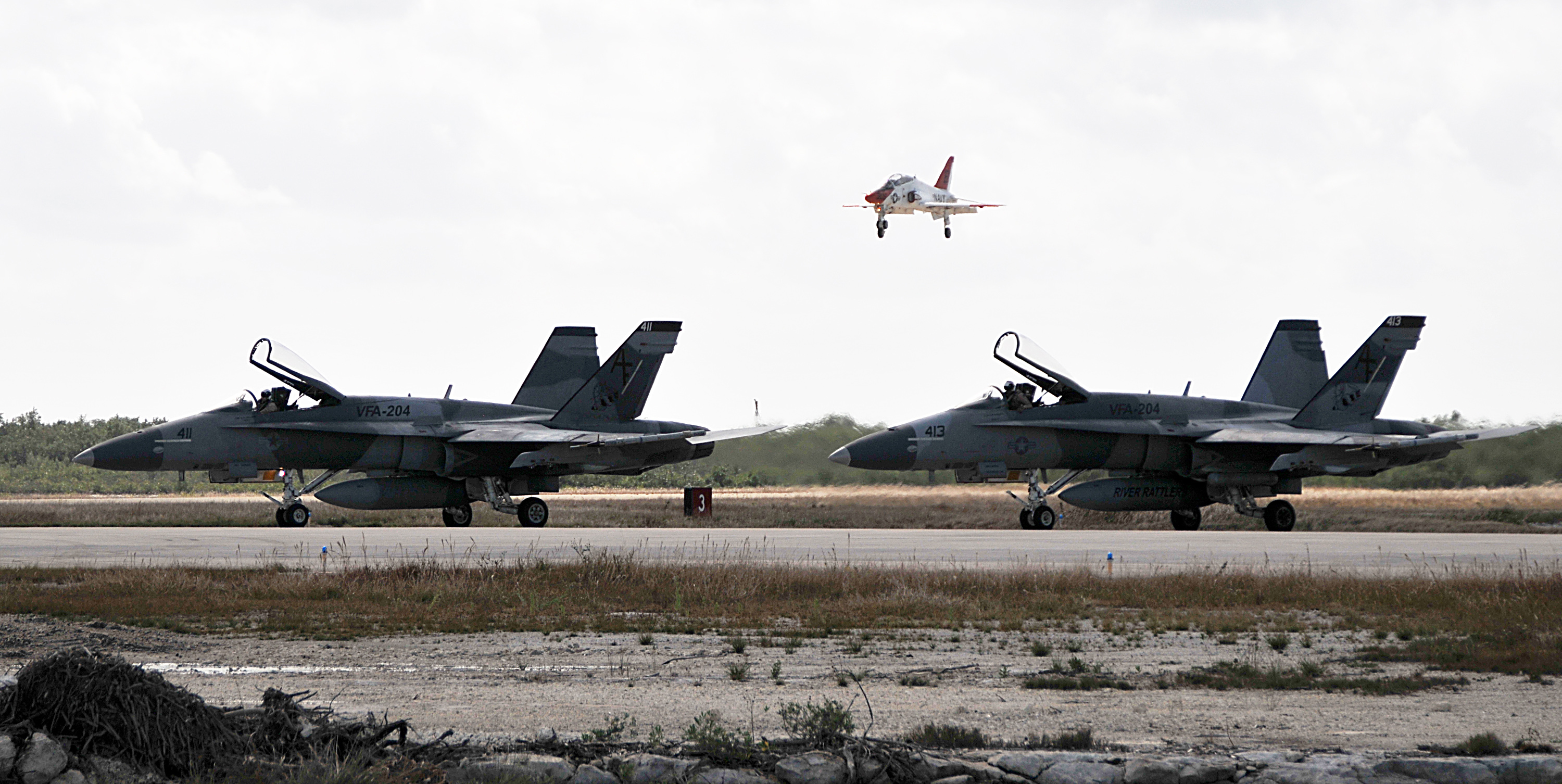
Винищувачі F/A-18C «Горнет» на аеродромі. 22 січня 2014
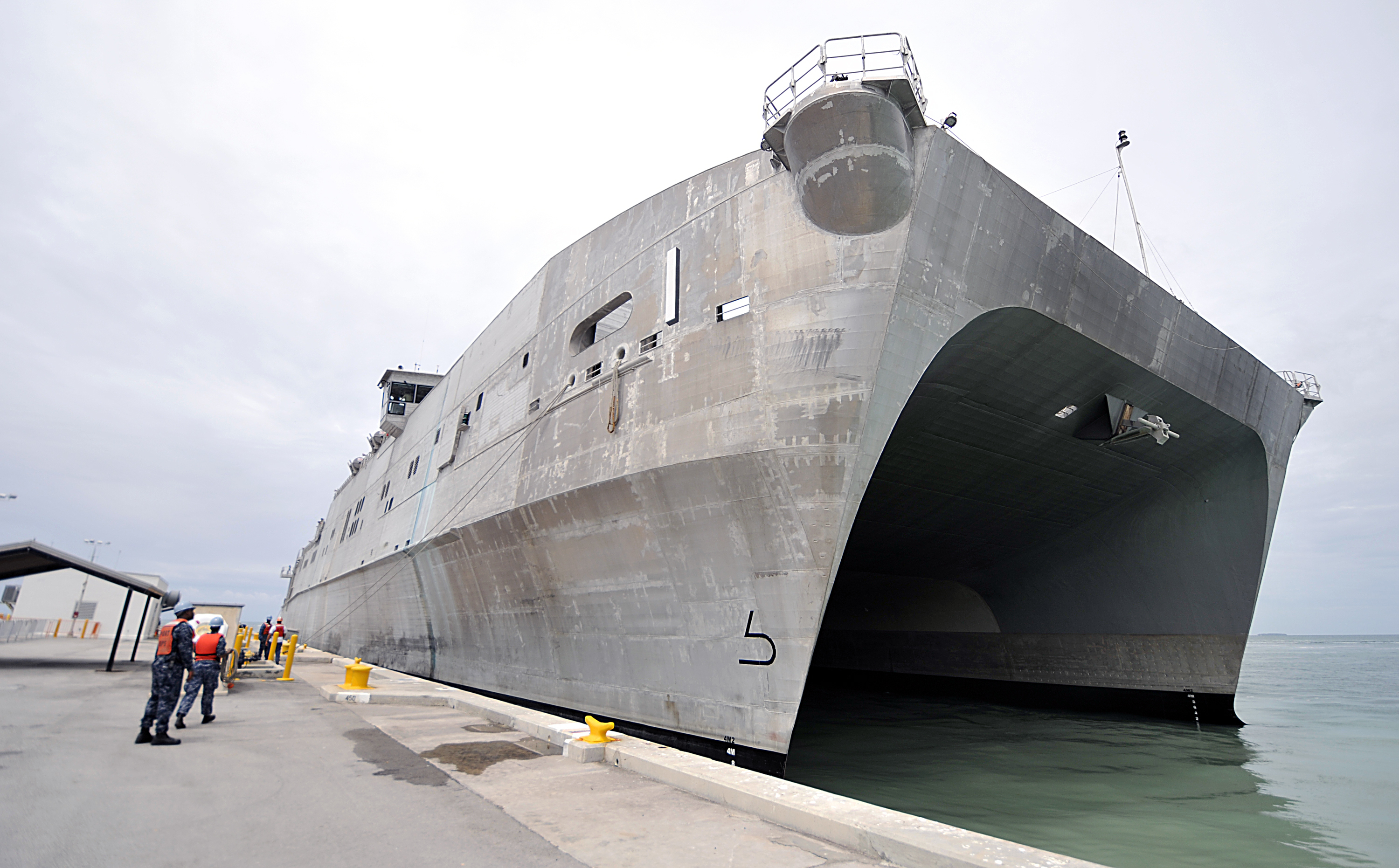
Прибуття катамарану «Сперхед» на базу. 4 червня 2014
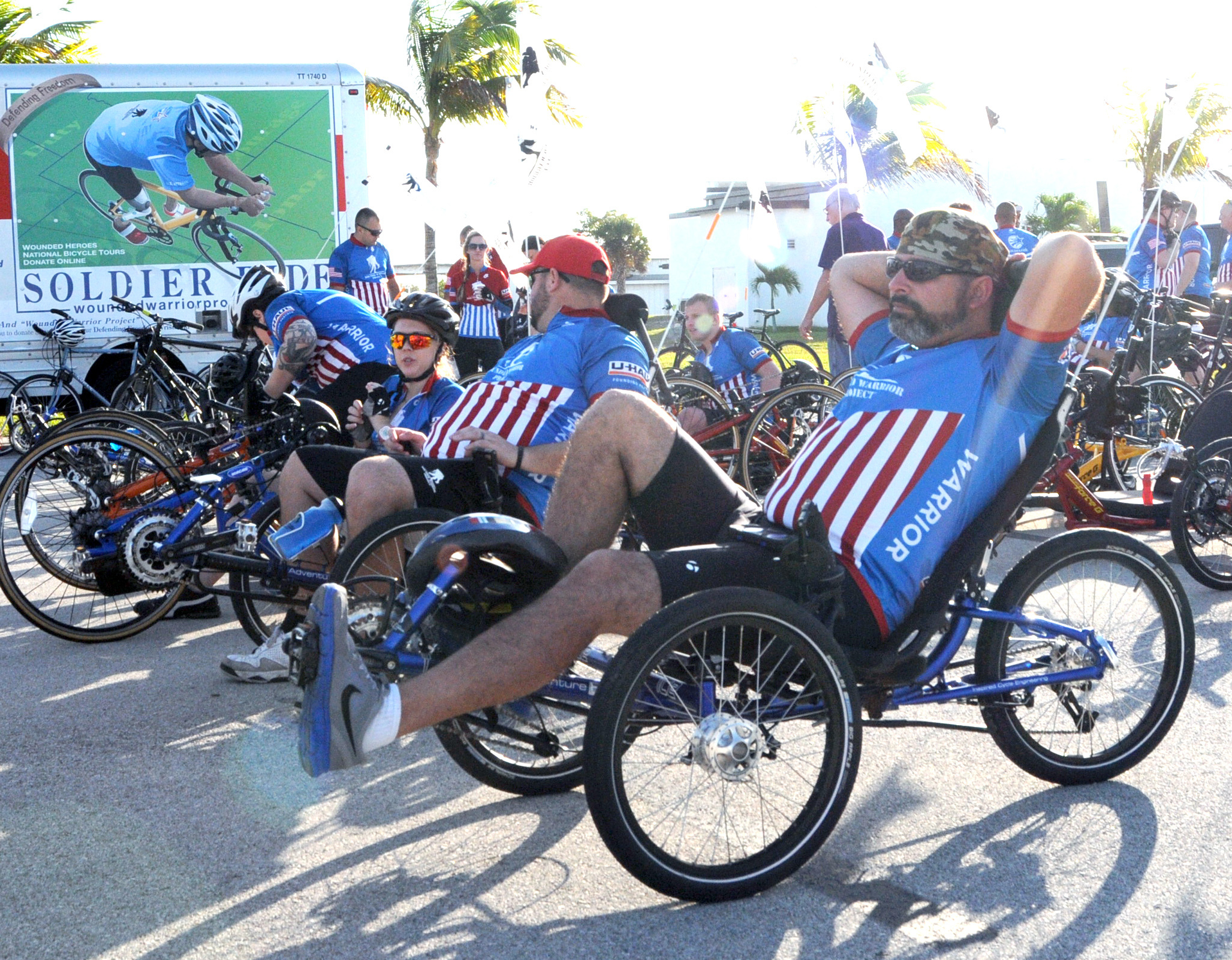
Поранені воїни на щорічних змаганнях. 11 січня 2015
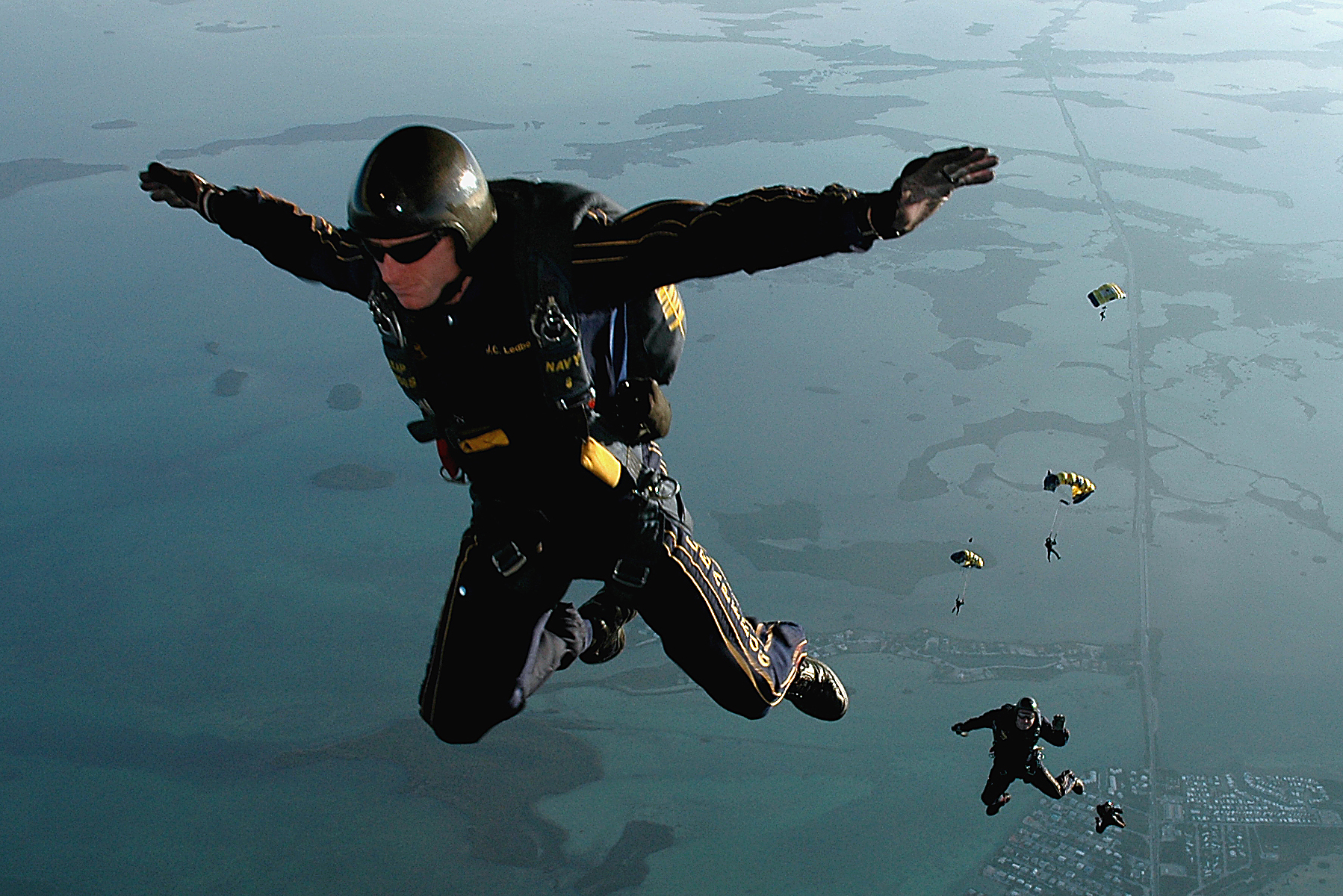
Навчальні стрибки з парашутом на території бази. 30 січня 2015
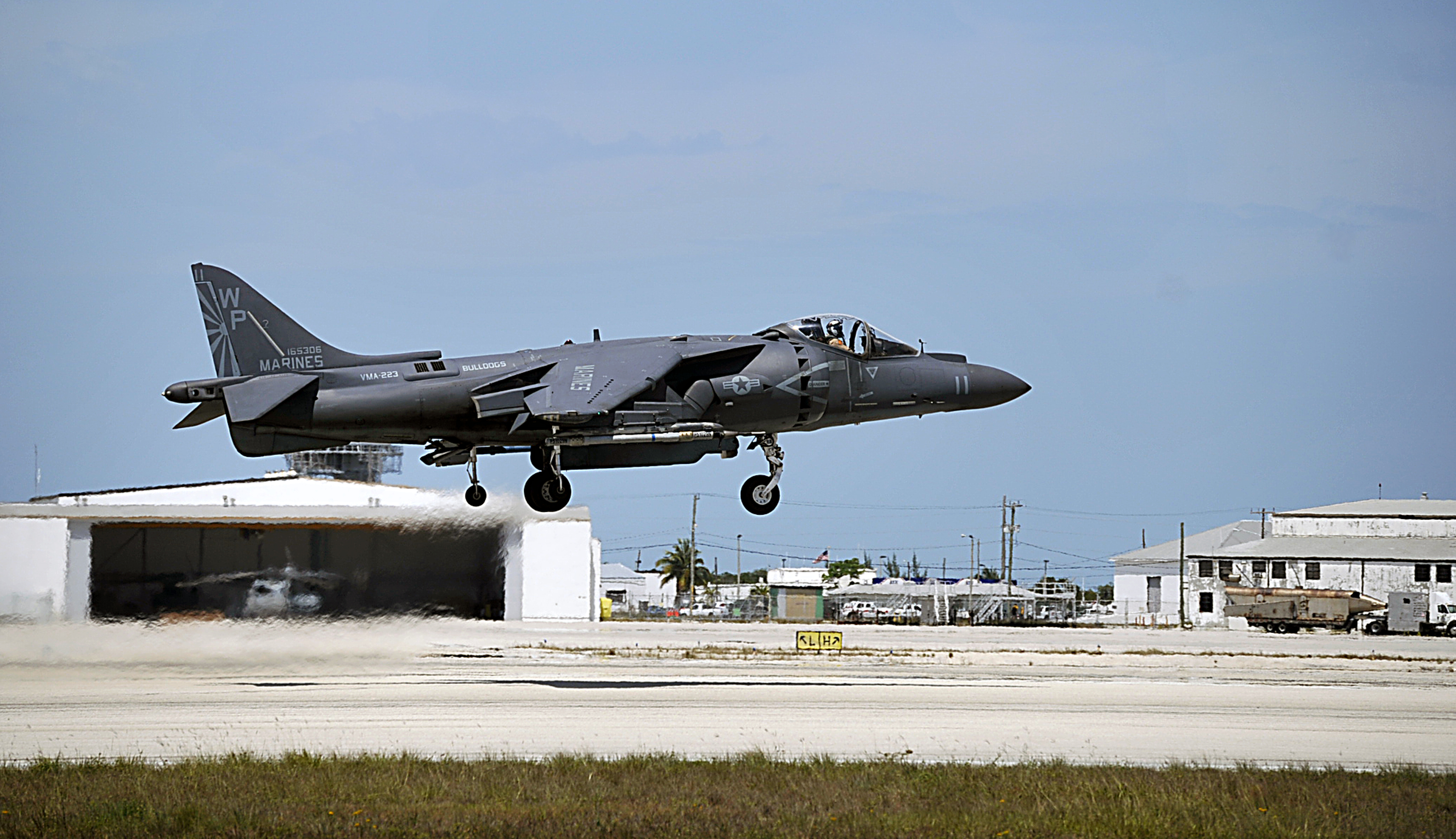
Американський штурмовик вертикального злету та приземлення AV-8B «Гаррієр» II на злітній смузі бази. 25 березня 2015
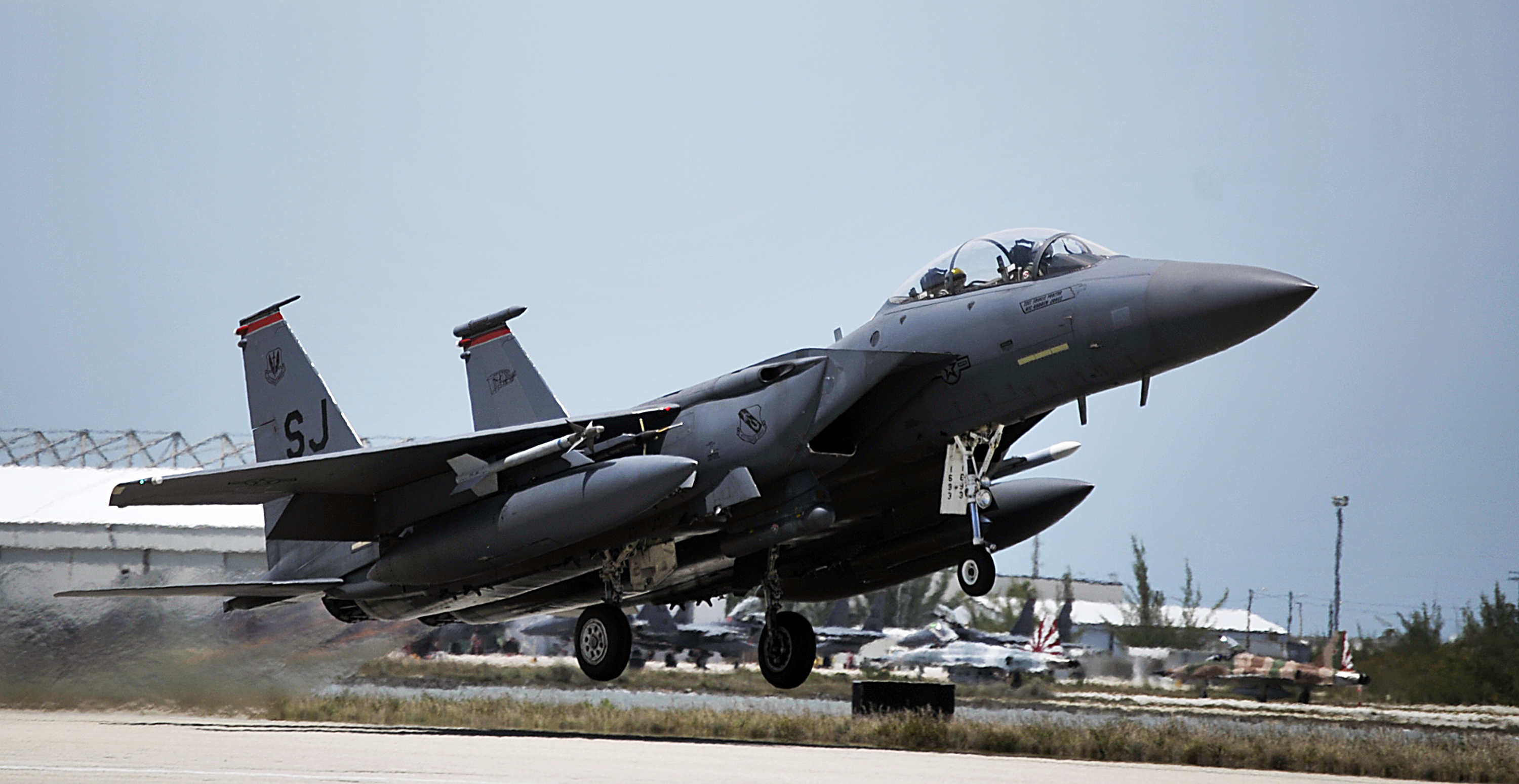
Зліт винищувача F-15E «Страйк Іґл» з авіабази. 25 березня 2015